# 1984年冬季残疾人奥林匹克运动会奥地利代表团
1984年冬季残疾人奥林匹克运动会奥地利代表团是奥地利派出的1984年冬季残疾人奥林匹克运动会代表团。获得34枚金牌、19枚银牌和17枚铜牌。